# 未来の花
未来の花（みらいのはな）はLIVの8枚目のシングル。

## 概要
ユニバーサルミュージック在籍最後のシングルで、作詞・作曲は2曲とも押尾学によるもの。初回盤のみTシャツ付き。

## 収録曲
1. 未来の花
2. @ LIV.PEACE（アットマークリヴドットピース）